# Nacho Gil
Ignacio „Nacho” Gil de Pareja Vicent (ur. 9 września 1995 w Walencji) – hiszpański piłkarz występujący na pozycji pomocnika w New England Revolution.